# Захаж
Захаж (пол. Zacharz) — село в Польщі, у гміні Бендкув Томашовського повіту Лодзинського воєводства.
Населення — 182 особи (2011).
У 1975-1998 роках село належало до Пйотрковського воєводства.

## Демографія
Демографічна структура станом на 31 березня 2011 року:
|          | Загалом | Допрацездатний вік | Працездатний вік | Постпрацездатний вік |
| -------- | ------- | ------------------ | ---------------- | -------------------- |
| Чоловіки | 90      | 18                 | 63               | 9                    |
| Жінки    | 92      | 20                 | 44               | 28                   |
| Разом    | 182     | 38                 | 107              | 37                   |